# Rafa López
Rafael „Rafa“ López Gómez (* 9. April 1985 in Peñafiel) ist ein spanischer Fußballspieler, der bei Real Valladolid unter Vertrag steht.

## Spielerkarriere
Rafa López stammt aus der Jugend von Real Valladolid. Über das B-Team wurde er langsam an den Profifußball herangeführt. Für dieses bestritt er 2004/2005 17 Spiele. Anschließend wurde der Mittelfeldspieler an den Zweitligisten SD Eibar ausgeliehen. Auch in der Segunda División machte Rafa López eine gute Figur und kam auf immerhin 19 Einsätze. Für seine Mannschaft lief es dabei alles andere als erfolgreich, so dass am Saisonende der Abstieg feststand. Anschließend kehrte Rafa López zu Valladolid zurück und stieg mit dem Team 2006/2007 souverän auf. In der Aufstiegssaison war er jedoch meist Ersatz und kam nur auf wenige Einsätze. In der ersten Liga erspielte er sich jedoch einen Stammplatz, weshalb er sich im Sommer 2008 für einen Wechsel zum FC Getafe empfehlen konnte.
Am 1. September 2014 wechselte Rafa López in die Bundesliga zum SC Paderborn 07. Er unterschrieb beim Aufsteiger einen Zweijahresvertrag bis zum 30. Juni 2016.
Zur Saison 2016/17 wechselte López zurück zu seinem Jugendverein Real Valladolid.

## Erfolge
- 2006/07 – Aufstieg in die Primera División mit Real Valladolid